# 27 février 1999
Le samedi 27 février 1999 est le 58e jour de l'année 1999.

## Naissances
- Boubakary Soumaré, footballeur français
- Danny Ngoyi, footballeuse congolaise (RDC)
- Fatima Zohra Laghouati, haltérophile algérienne
- Francisco Agea, cycliste espagnol
- Markus Poom, footballeur estonien
- Meredith Sholder, joueuse américaine de hockey sur gazon
- Miguel Luís, footballeur portugais
- Nesrine Magroune, gymnaste artistique algérienne
- Park Guy-lim, sauteuse à ski sud-coréenne
- Sean McElroy, coureur cycliste américain
- Valeriy Bondar, footballeur ukrainien

## Décès
- Elio Angelini (né le 27 septembre 1926), footballeur italien
- Horace Tapscott (né le 6 avril 1934), musicien américain
- Irene Naef (née le 6 décembre 1922), actrice allemande
- Maurice Perron (né le 6 juillet 1924), photographe canadien
- Serge Gorodetzky (né le 16 avril 1907), physicien français
- Stéphane Sirkis (né le 22 juin 1959), musicien français

## Événements
- Fin du challenge européen 1998-1999
- Création de la Korea International School
- Création du parti italien : Les Démocrates